# Лаллеман, Жан-Батист
Жан-Батист Лаллеман (фр. Jean-Baptiste Lallemand, сам он последнюю букву своего имени писал как t; 1716— около 1803) — французский художник родом из Дижона. Его работы хранятся в нескольких французских музеях, в основном, в Музее изящных искусств Дижона, а также в кабинете эстампов Национальной библиотеки.

## Биография
Уроженец Дижона. Посетив в молодости Италию, вернулся в родную Францию и стал членом Академии Святого Луки в Париже. В этом городе художник прожил всю жизнь, создал основные картины, рисунки и гравюры (из последних наиболее известны виды городов Бургундии), а спустя годы скончался. Некоторые гравюры Лаллеман раскрашивал. Свои работы он иногда подписывал именами Lallemant и Allemanus.
Скончался около 1803 года в Париже.

## Галерея

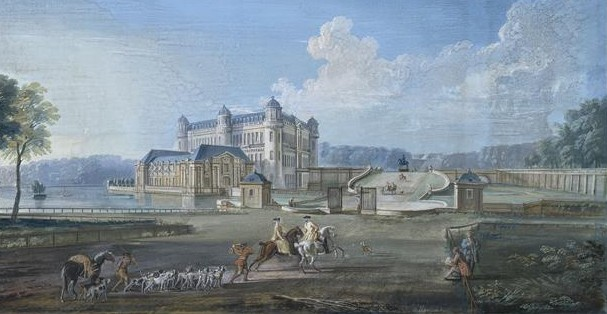
Замок Шантильи, XVIII век
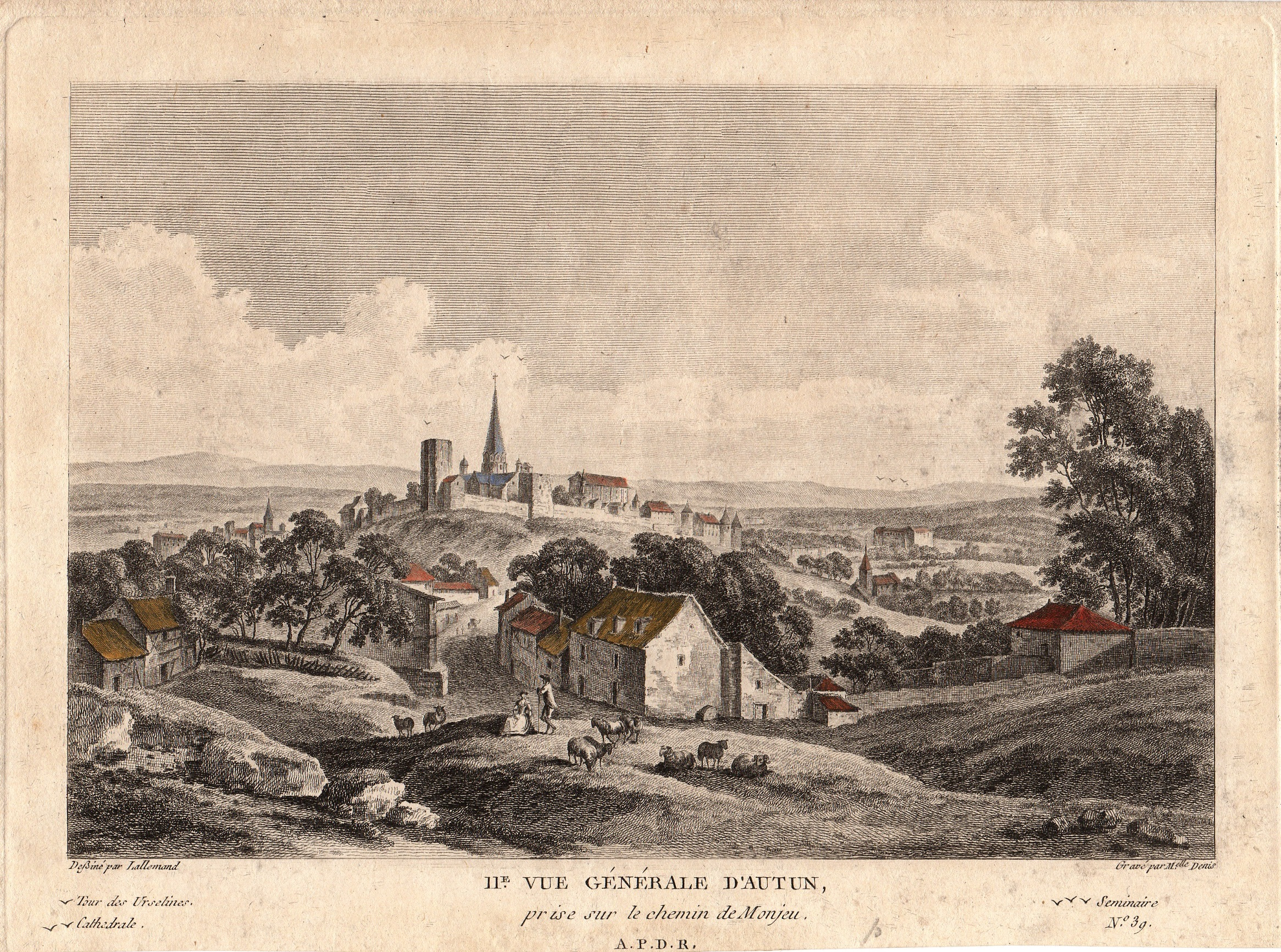
Вид на город Отён, около 1780.
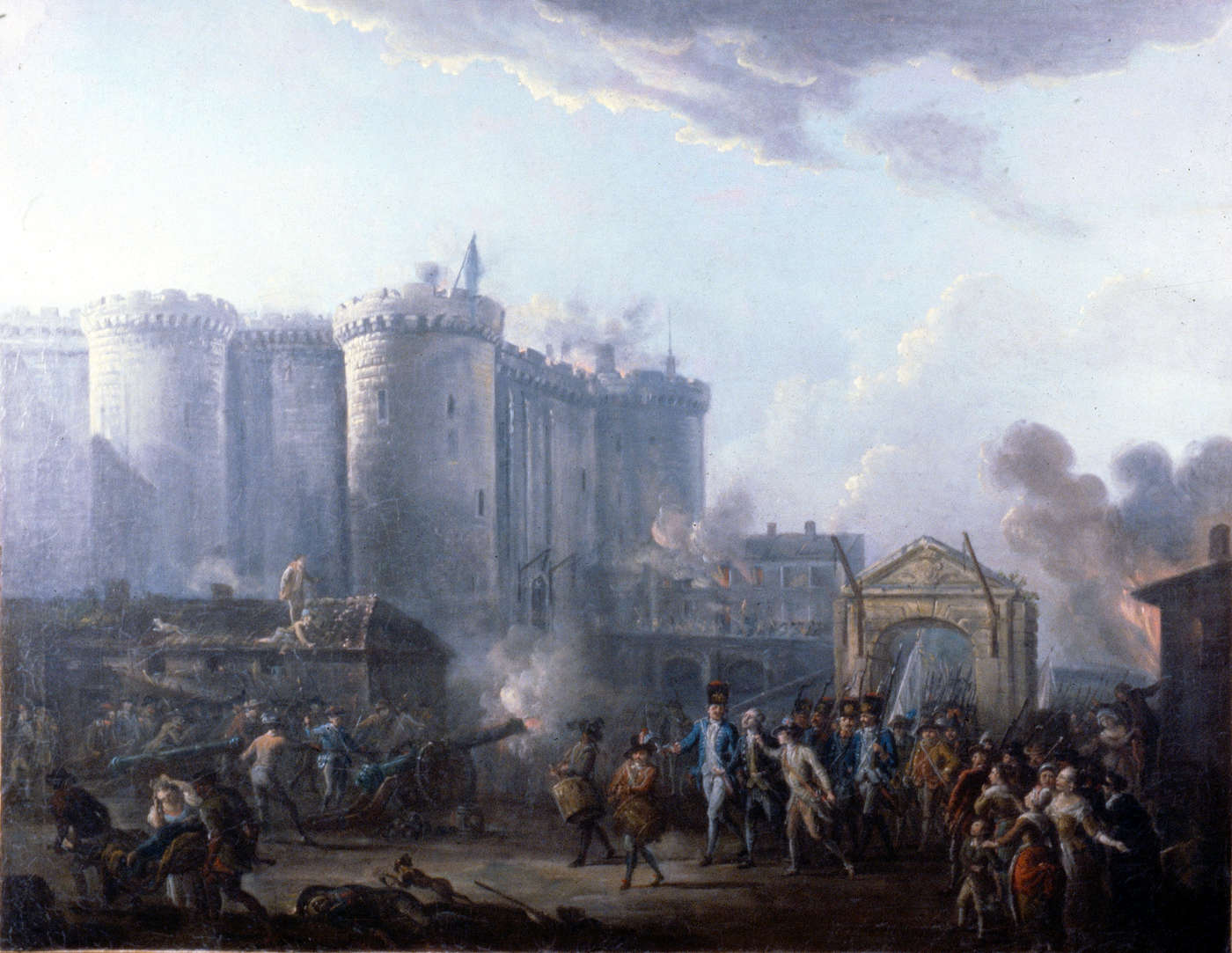
Арест коменданта Бастилии.
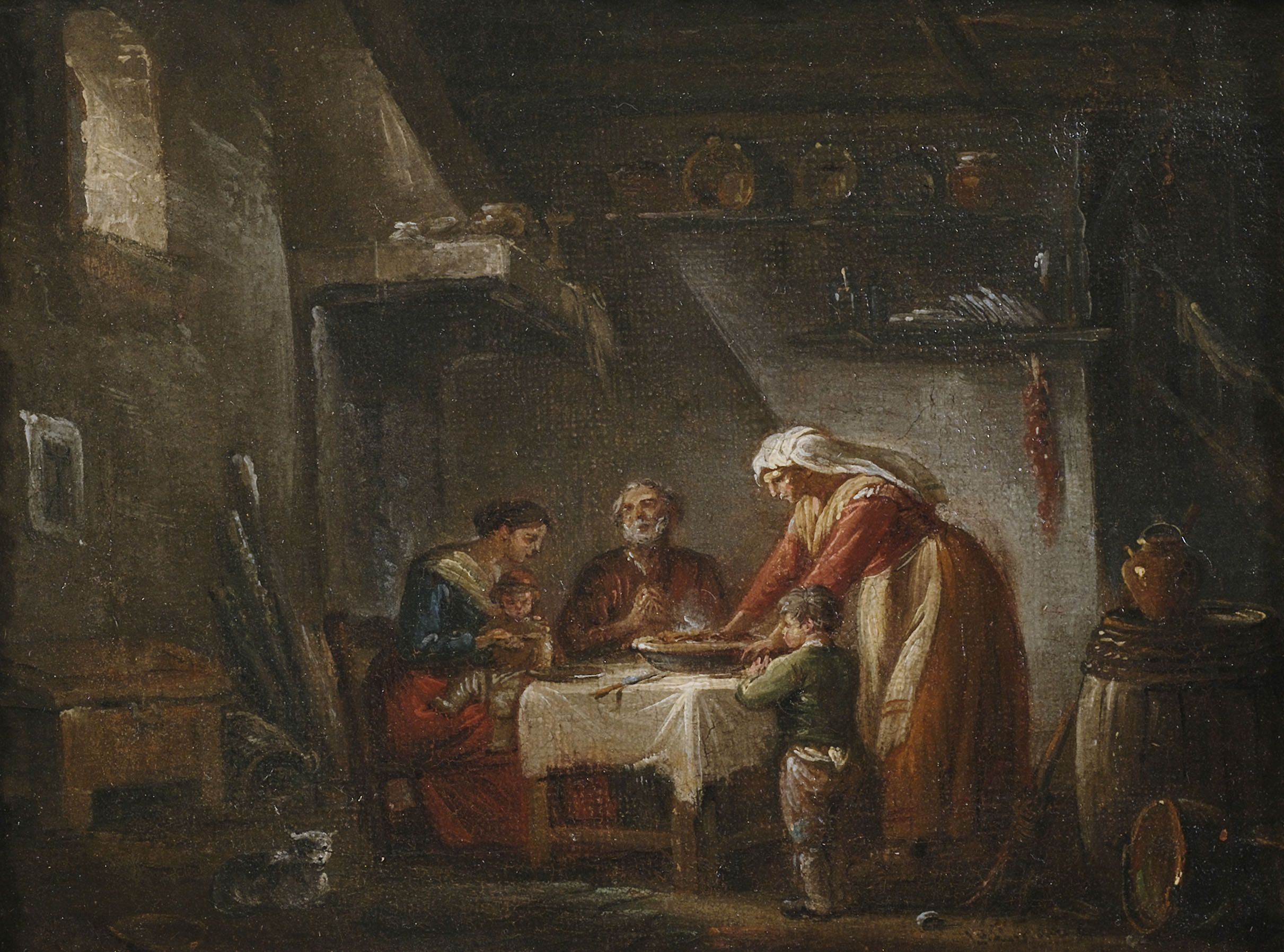
Крестьянская семья на кухне.
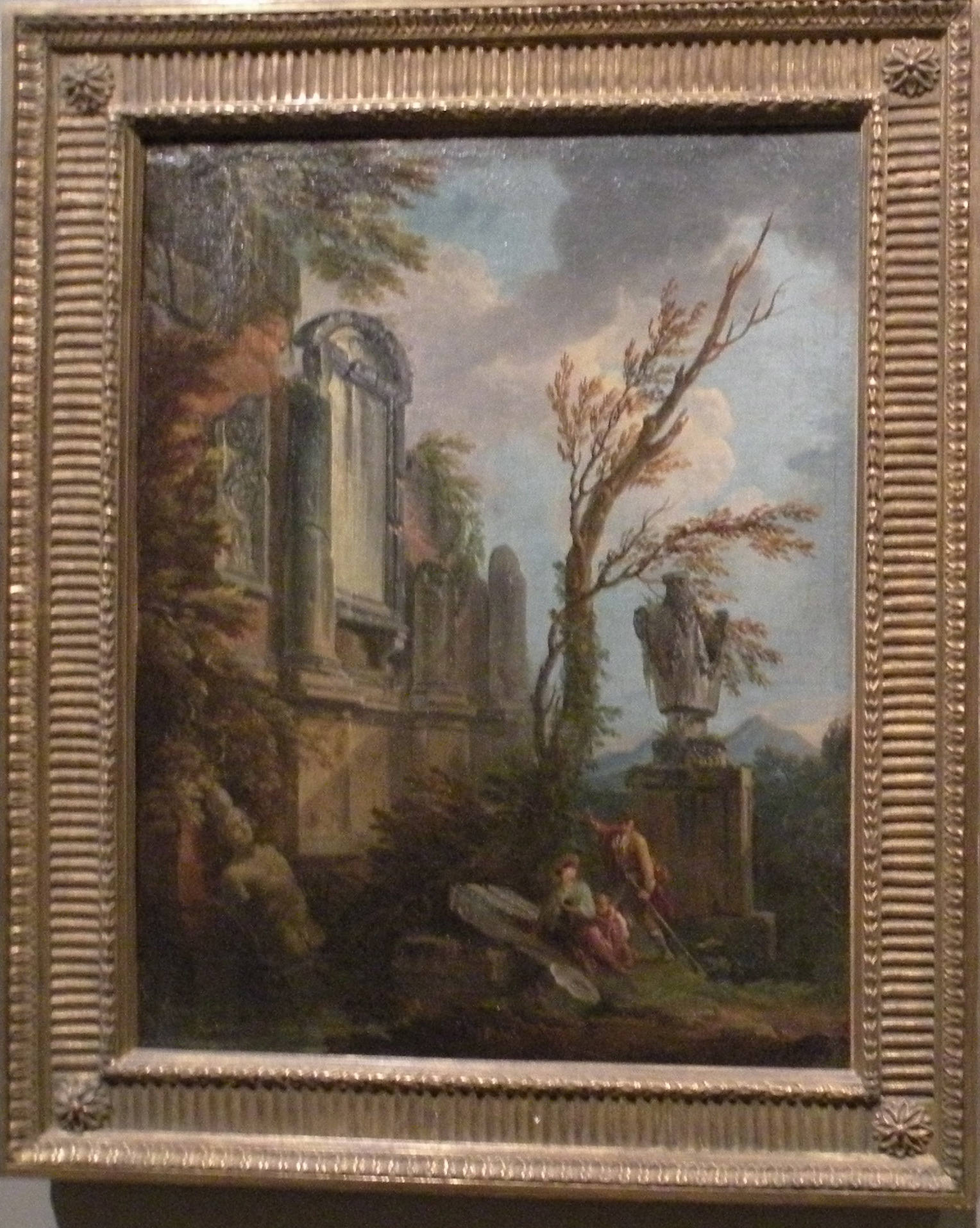
Фантазия на тему античных руин.
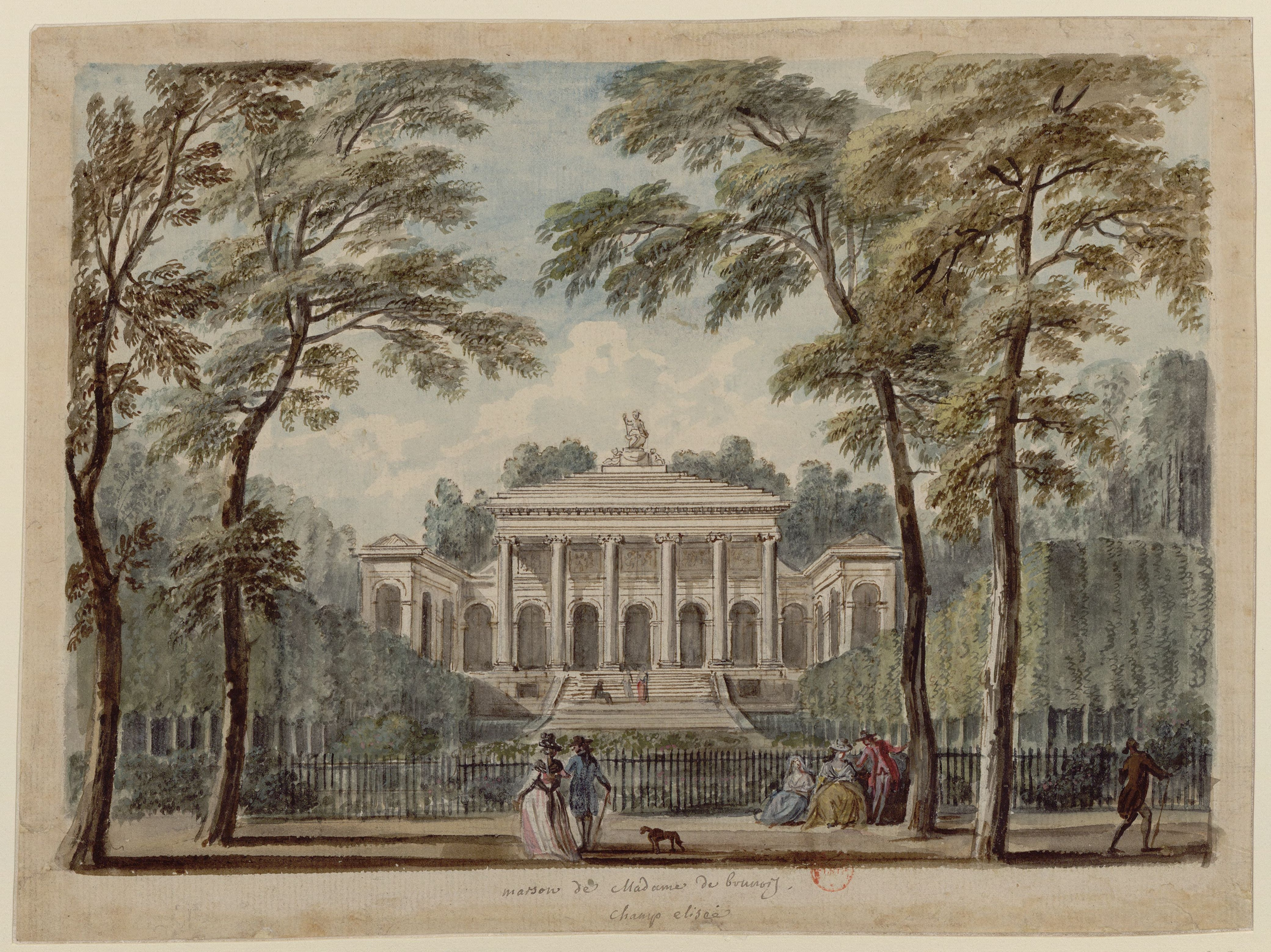
Изображение одного из дворцов Парижа.
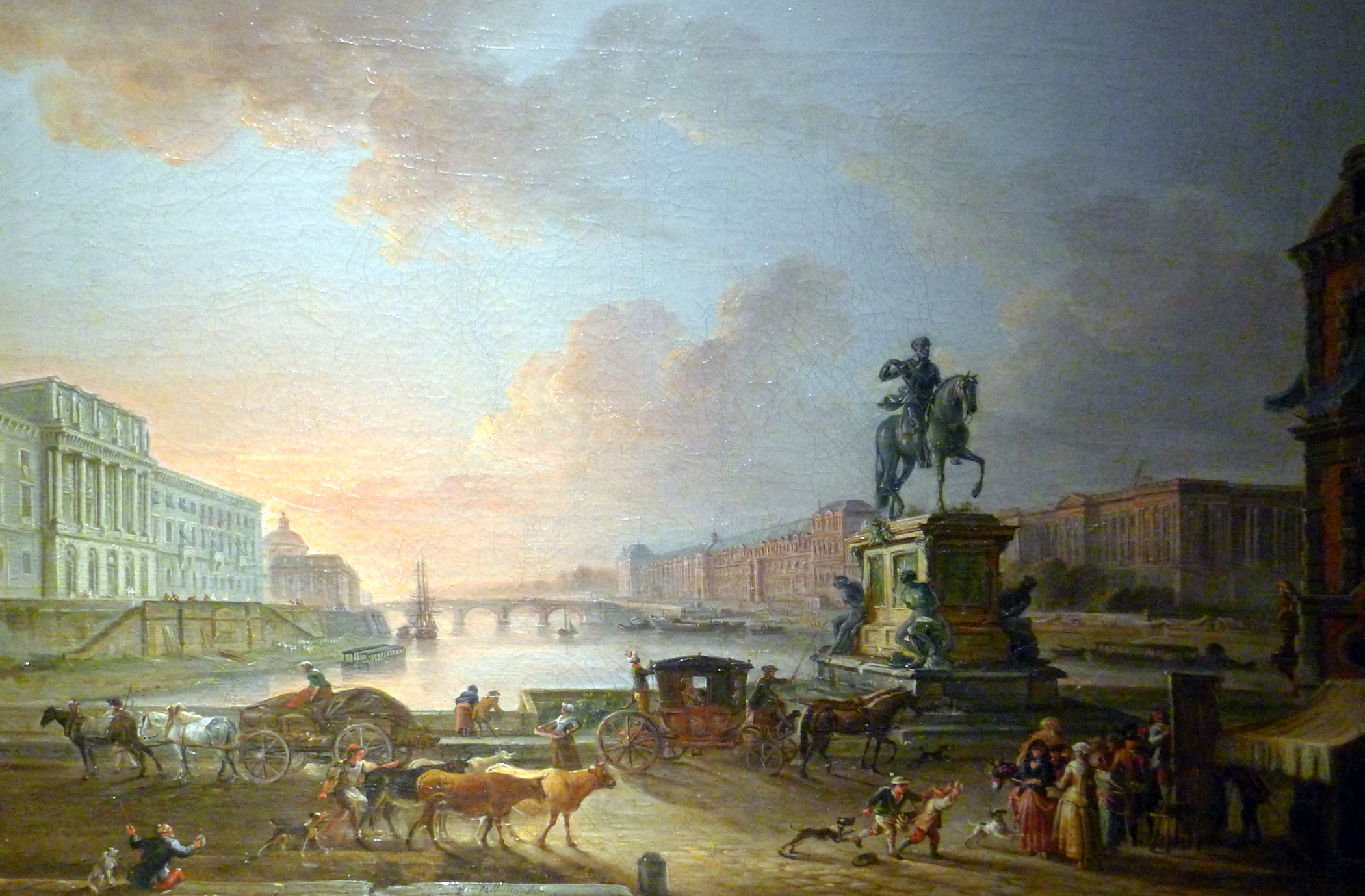
Конная статуя Генриха IV на Новом мосту в Париже.